# Station Pierre-Bénite
Station Pierre-Bénite is een spoorwegstation in de Franse gemeente Pierre-Bénite.